# Eustoche de Tours
Eustochius (parfois Eustachius ; † 461,), francisé en Eustoche, fut le cinquième évêque de Tours : il exerça son sacerdoce de 443,, à l'hiver 459-460, et eut pour successeur son petit-fils Perpet. 
Descendant d'une famille arverne, il prit la succession de Brice à la tête du diocèse. Il fit construire en 447 une chapelle destinée à la vénération des reliques de Saint Gervais et saint Protais. Il présida au concile d'Angers (453), où il défendit les privilèges de l’Église que les lois de l'empereur Valentinien III remettaient en cause,,.
Il fut inhumé dans la basilique de Saint-Martin à Tours. Les historiens T. Stanford Mommaerts et D. H. Kelley estiment que son père aurait été le frère d'Eustochium, Julius Toxotius le Jeune, et donc que son grand-père maternel aurait été Publius Cejonius Cæcina Albinus, de la famille des Cejonii Volusiani.